# Bohdan Mikolášek
Bohdan Mikolášek (* 2. prosince 1948 Praha) je český folkový písničkář od emigrace v roce 1982 žijící ve Švýcarsku. Jeho píseň Ticho se stala jedním z nejvýznamnějších protestsongů éry po Palachově sebeobětování.

## Život
Narodil se v rodině evangelického faráře. Vystudoval elektrotechnické inženýrství na ČVUT v Praze, ale věnoval se především hudbě. Na konci šedesátých let skládal a hrál své písně s poetickými texty Dům kde bydlí láska, Namaluj, brácho Dům, Jarní říkadlo, díky nimž patří k zakladatelské generaci českého folku. Coby mladý úspěšný písničkář vycestoval na turné do Sovětského svazu s Marií Rottrovou. Těžce jej zasáhla okupace Československa a následná smrt Jana Palacha. K tomuto tématu se vyjádřil písní Ticho, která se stala nejznámějším dílem jeho tvorby. V letech 1969 a 1970 měl angažmá v divadle Semafor. V roce 1972 bylo po uvedení písně Ticho na akci Evangelické teologické fakulty Bohdanu Mikoláškovi znemožněno zpívat na veřejnosti.
Po zákazu činnosti byl Bohdan Mikolášek spolu se svou nastávající manželkou Janou, která studovala Evangelickou teologickou fakultu, pod dohledem státních orgánů. I přesto se věnoval hudbě. V roce 1974 se i přes zákaz profesionalní činnosti stal interpretačním vítězem festivalu Porta ve Svitavách, a roku 1975 autorské Porty v Českém Krumlově se skupinou spolu s Michaelem Kocábem.
Ačkoliv původně neměl v plánu opouštět Československo, situace ho k tomu donutila a roku 1982 emigroval s celou rodinou do Švýcarska, kde jeho manželka získala místo evangelické farářky. Zde vydal v roce 1988 v malém nákladu desku Znovu, která pak v roce 1990 vyšla v reedici v Československu. Později vydal ještě desky Údolí (1994), Ulice (1997) a Didjeridoo. Kromě folkové a písničkářské tvorby se věnuje také skládání soudobé vážné hudby. Je členem Společnosti pro elektroakustickou hudbu. Věnuje se též dirigování a hře na varhany. Na Kirchenmusikinstitutu v Curychu studoval též církevní hudbu.
Od sametové revoluce žije střídavě ve Švýcarsku a v České republice. V roce 2019 uspořádal u příležitosti 50. výročí úmrtí Jana Palacha v kostele u Martina ve zdi hudebně liturgický pořad Ticho za Jana Palacha. V roce 1921 natočila ČT2 vzpomínkový pořad Jany a Bohdana Mikoláškových Ticho za Jana Palacha ve Všetatech.

## Diskografie
- Shut Up: EP, 1971
- Shut Up: EP, 1972
- Znovu, 1988 Švýcarsko, 1990
- Údolí, 1993
- Denra Dürr, Bohdan Mikolášek: Didjeridoo Geschichten, 1994
- Žalm II, 1995
- Ulice, 1997
- Die Nacht war still, 1999
- Písničky psané ve vlaku, 2003
- A. O. 1. 2. 03, 2003
- Je tichá noc, 2004
- Otvírejme brány, 2004
- Willkommen in Buchwiesen, 2005
- Auferstehung: der Achte Tag der Schöpfung, 2005
- Cestacíl. Setkání Praha 2005, 2005
- Zde není. Písně nejen pro velikonoční ráno, 2006
- Ostermorgen 2007. Reformierte Kirche Paulus, Zürich, 2007
- Je tichá noc, 2007